# Monique Janotta
Monique Janotta (* 1945 in Paris) ist eine französische Primaballerina und Ballettmeisterin, die bis 2010 40 Jahre im Ensemble der Deutschen Oper am Rhein tätig war.

## Karriere
Janotta machte ihre Ausbildung zur Tänzerin an der Académie Serge Lifar und am Conservatoire National Supérieur de Paris.
Vor ihrer 1970 beginnenden Tätigkeit an der Deutschen Oper am Rhein hatte sie Engagements beim Grand Ballet du Marquis de Cuevas und beim Grand Ballet Classique de France. Sie wurde an der Deutschen Oper am Rhein Erste Solotänzerin und Primaballerina. 
Von 1998 bis 2010 war sie Ballettmeisterin der deutschen Oper am Rhein und bildete in dieser Funktion die Tänzerinnen und Tänzer aus.
Nach Ende ihrer aktiven Laufbahn im Jahr 2010 gab sie Tanzunterricht bei den Sommertanzwochen im Theater Duisburg.

## Auszeichnungen
- 1993 Chevalier des Arts et des Lettres
- 1996 Ehrenmitglied der Deutschen Oper am Rhein